# Marktschranke
Marktschranken (oder Marktbarrieren, oft auch Markteintrittsbarrieren bzw. Marktaustrittsbarrieren genannt) hindern Konkurrenten am Marktein- bzw. -austritt. Sie stellen Wettbewerbsvorteile für bereits im Markt aktive Unternehmen dar, da sie potenzielle neue Konkurrenten vom Marktzutritt abhalten. Marktschranken stellen mithin ein gewisses Hindernis für so genannte Newcomer dar. Kritiker wenden ein, dass Marktbarrieren alle Wettbewerber einer Branche schützen, Wettbewerbsvorteile aber unternehmensspezifisch seien.
In einem öffentlichen Marktsystem herrscht ein Wettbewerb zwischen den einzelnen Anbietern, welche auf dem jeweiligen Markt vertreten sind. Der Wettbewerb als zentrales Organisationsprinzip einer Marktwirtschaft besagt, dass möglichst viel Leistung unter bestimmten Wettbewerbsbedingungen produziert, angeboten und nachgefragt werden soll. Markteintrittsbarrieren verhindern so einen Wettbewerb, da sie die Wettbewerbsbedingungen einschränken.

## Geschichte
Der erste Ökonom, der das Thema der Marktschranken behandelte, war im Jahre 1962 Joe S. Bain. Er definierte die Markteintrittsbarrieren wie folgt: „Inwieweit können etablierte Firmen auf lange Sicht ihre Verkaufspreise über die minimalen Durchschnittskosten erhöhen, ohne dass potenzielle Marktteilnehmer in die Branche eintreten?“. Bain erklärt also die Höhe der Markteintrittsbarrieren mit Hilfe der Grenzpreistheorie. Die Grenzpreistheorie beschreibt das Verhalten eines Monopolisten. Dieser strebt durch seine Preispolitik einen Preis an, der andere Anbieter daran hindern soll, auf den Markt einzudringen.
Joe S. Bains Theorie besagt, dass die Monopolisten oder auch eine Gruppe von Oligopolisten den Marktpreis beziehungsweise den Limitpreis durch die entsprechende Anpassung der Angebotsmenge so bestimmen können, dass für potenziell neue Anbieter ein Markteintritt unrentabel ist. Ein anderer Ökonom, der Markteintrittsbarrieren erforschte, war George Stigler im Jahre 1968. Er definiert die Markteintrittsbarrieren nicht als die Differenz zwischen den minimalen Durchschnittskosten und dem jeweiligen Preis, sondern als Differenz der Kosten, die bei einer bestimmten Produktionsmenge eines etablierten Unternehmens auf dem jeweiligen Markt gegenüber einem Unternehmen, welches als potenzieller Konkurrent auftritt, entstehen.
Franklin M. Fisher war ein weiterer Ökonom, der das Thema Marktschranken behandelte. Seine Definition lautete: „Markteintrittsbarrieren sind alles was den Markteintritt verhindern, wenn dieser sozial vorteilhaft wäre.“

## Arten von Marktschranken
Es lassen sich vier Arten von Marktschranken unterscheiden: Markteintrittsschranken (verhindern den Zutritt potenzieller Anbieter), Marktaustrittsschranken (verhindern den Austritt aktueller Anbieter), staatliche Marktschranken und Mobilitätsbarrieren (verhindern den Wechsel in andere Teilmärkte). Märkte ohne Marktschranken nennt man angreifbare Märkte.
Es gibt zwei Perspektiven, aus denen man die Marktschranken betrachten kann:
1. Perspektive: Die Sicht derjenigen, die in den Markt eindringen möchten, also die sogenannten Newcomer oder auch neue Gründer. Für sie ist es wichtig, dass die Marktschranken möglichst gering sind, sodass sie die Chance haben, sich auf dem jeweiligen Markt zu etablieren.
2. Perspektive: Die etablierten Anbieter, also die Verteidiger, sehen das Ganze etwas anders. Sie wollen möglichst hohe Marktschranken, die es den Newcomer unmöglich machen, ebenfalls in den Markt einzutreten. Bedingt versuchen sie sogar die Schranken noch weiter zu erhöhen, um den Markteintritt für die anderen noch schwerer zu gestalten. Neue Anbieter sind für die etablierten Anbieter meistens mit Umsatzrückgang verbunden, da sie ihre vorherigen Deckungsbeiträge nicht mehr aufrechterhalten können.

### Markteintrittsschranken
Man unterscheidet zwischen:
1. Strukturelle Markteintrittsbarrieren
  1. Betriebsgrößenersparnisse: Unter Betriebsgrößenersparnis versteht man vor allem diejenigen Kostenvorteile, welche einem Unternehmen aus der Steigerung der Skalenerträge und durch Kuppelproduktion entstehen.
    1. Skaleneffekte (Economies of Scale)
    2. Verbundeffekte (Economies of Scope)
    3. Dichtevorteile (Economies of Density)

  2. Absolute Kostenvorteile
    1. Überlegene Produktionsmethoden
    2. Alleinige Verfügungsmacht über Produktionsfaktoren
    3. Vorteile in der Beschaffung von Produktionsfaktoren
    4. Vorteile in der Liquiditätsbeschaffung

  3. Differenzierungsvorteile: Unter Differenzierungsvorteilen versteht man zum einen die bereits durchschauten Käuferpräferenzen am neu eroberten Markt, und zum anderen das überlegene Design der Produkte gegenüber den Newcomern. Ein weiterer Differenzierungsvorteil von Unternehmen, die bereits auf dem Markt tätig sind, sind die bereits bekannten Vertriebskanäle. Diese Vertriebskanäle können ebenfalls zu Effizienzvorteilen führen.
    1. Käuferpräferenzen
    2. Überlegenes Design
    3. Vertriebskanäle
    4. Goodwill

  4. Rechtliche Markteintrittsbarrieren
    1. Markenrechte
    2. Lizenzen
2. Eintrittssperrende Verhaltensweisen: Unter eintrittssperrenden Verhaltensweisen wird oft die Strategie des Limit Pricing verstanden. Oft spricht man in diesem Zusammenhang von dem Konzept des eintrittsverhindernden Preises. Unter der Annahme von vollständiger Information und keinen irreversiblen Kosten macht Limit Pricing keinen Sinn. Trotz alledem eignet sich das Konzept als strategische Maßnahme für Unternehmen sehr gut, welche bereits auf dem Markt tätig sind, da es unter realistischen Annahmen von asymmetrischer Informationen eine Signalisierung der Kostensituation im Markt widerspiegelt. Für potenzielle neue Mitbewerber ist das niedrige Preisniveau also eine Art Signalwirkung, da sie die tatsächliche Kostensituation der etablierten Unternehmen nicht kennen. Diese eintrittssperrende Verhaltensweise hat einen starken strategischen Charakter.
  1. Grenzpreisstrategie bei Betriebsgrößenersparnissen: Sinken die Stückkosten eines Produktes, einer Leistung oder einer Funktion bei steigender absoluter Menge pro Zeitspanne, so spricht man in diesem Fall von einer Betriebsgrößenersparnis. Newcomer, die auf den Markt drängen, müssten entweder mit hohen Produktionsvolumina oder mit niedrigen Produktvolumina in den Markt einsteigen. Zu hohe Produktionsvolumina erfordern allerdings sehr viel Kapital, bei zu kleinen kann es jedoch der Fall sein, dass sie selbst zu teuer produzieren. Die Grenzpreisstrategie bei Betriebsgrößenersparnis ist hierbei die Ersparnis die der Anbieter aufgrund seiner Produktionsmenge und Betriebsgröße besitzt.
  2. Grenzpreisstrategie bei absoluten Kostenvorteilen: Diese Art von Kostenvorteilen ist einer der wichtigsten im Wettbewerb zwischen kleinen und mittleren Unternehmen. Darunter sind die überlegenen Produktionsmethoden im Vergleich zu anderen Anbietern gemeint. Eine gewisse Erfahrung der Unternehmen führt dazu, dass ihre Prozesse optimal verlaufen, sie eine hohe Auslastung der Maschinen haben und die Mitarbeiter wenig Ausschuss produzieren. Damit ist die Produktion für das Unternehmen kostengünstiger. Die Newcomer haben es schwer bei Markteintritt alle Potenziale sofort auszuschöpfen, da sie wenig bis gar keine Erfahrungen haben.
  3. Grenzpreisstrategie bei Differenzierungsvorteilen: Unter Differenzierungsvorteile ist zu verstehen, dass sich die etablierten Anbieter bereits ein bestimmtes Markenbewusstsein bei den Konsumenten aufgebaut haben. Ein Unternehmen mit gewissen Differenzierungsvorteilen setzt sich weit von den anderen, auf dem Markt tätigen, Unternehmen ab.
3. Strategische Markteintrittsbarrieren: Der große Unterschied zu dem ersten Punkt der strukturellen Markteintrittsbarrieren ist, dass die strategischen sehr bewusst von den etablierten Anbietern aufgebaut werden, die strukturellen dagegen eher unbewusst. Unter strategischen Markteintrittsbarrieren versteht man Barrieren, die langfristig dazu dienen, Newcomer von dem Markt abzuhalten.
  1. Vergeltungsandrohung
    1. Vor Markteintritt
      1. Signaling-Ansatz: Bei diesem Ansatz versuchen die Unternehmen ihre Informationen zu beschränken. Die etablierten Anbieter steuern zum Beispiel die Informationen über die Produktion ihrer Produkte so, dass Newcomer sich nicht auf dem Markt etablieren können. Entweder sie gestalten diese Informationen so komplex, dass die Newcomer von vornherein abgeschreckt werden, oder sie gestalten die Informationen zu einfach, damit die Newcomer auf dem Markt sofort scheitern, sofern sie eintreten.
      2. Commitment-Ansatz: Bei dem Commitment-Ansatz versuchen die Unternehmen bei dem Kunden eine Bindung an das Unternehmen zu erzeugen. Sie versuchen damit zu verhindern, dass der Kunde zu einem anderen Wettbewerber wechselt.

    2. Während des Markteintritts (Reputation-Ansatz): Bei der Reputation geht es darum, wie ein Unternehmen hinsichtlich der vergangenen und zukünftigen Aspekte von anderen wahrgenommen wird. Mit einer positiven Reputation steigert sich auch der jeweilige Firmenwert. Um eine positive Reputation zu erreichen, sollten vier Dimensionen beachtet werden.
      1. Glaubwürdigkeit
      2. Zuverlässigkeit
      3. Vertrauenswürdigkeit
      4. Verantwortung

  2. Abschreckungsmaßnahmen (Raising Rival's Costs): Hierbei wird versucht die Preise für andere Wettbewerber und Konkurrenten zu erhöhen, sodass diese höhere Kosten aufwenden müssen, um die gleiche oder ähnliche Leistung zur Verfügung zu stellen. Sprich, man schreckt die Konkurrenten ab, indem man seine Kosten erhöht.
4. Hohe Marktaustrittsbarrieren:   Diese können ebenfalls eine hohe Markteintrittsbarriere darstellen. Sollten auf einem Markt keine hohen Marktaustrittsbarrieren herrschen, so kann dies dazu führen, dass große Firmen einen Markt beitreten und versuchen diesen über eine Niedrigpreisstrategie zu schocken, und so versuchen andere aus dem Markt zu verdrängen. Solche Firmen sind hauptsächlich Unternehmen, welche strategische Interessen haben, einen Markt kaputt zu machen, zu schwächen oder kurzfristig Gewinn abzuschöpfen. Diese Unternehmen werden nun durch die hohen Marktaustrittsbarrieren abgeschreckt. Da die Investitionen, die bei einem Markteintritt notwendig waren, bei einem Marktaustritt als versunkene Kosten stehen bleiben.
5. Endogene Markteintrittsbarrieren:   Endogen greift man in Märkte ein, wenn man versucht, die Kundenbindung oder Kundengewinnung zu verbessern. Dies ist oft mit hohen Investitionen in diesen Bereichen verbunden.

Neben strukturellen Markteintrittsbarrieren (Betriebsgrößenersparnisse, absoluten Kostenvorteilen, Differenzierungsvorteile) sind eintrittssperrende Verhaltensweisen (Limit Pricing), strategische Marktschranken und Marktaustrittsbarrieren zu unterscheiden. Das Limit Pricing ist abhängig vom Vorliegen spezifischer struktureller Markteintrittsbarrieren. Bei Betriebsgrößenersparnissen (Skaleneffekte, Verbundeffekte, Dichtevorteile) ergibt sich der eintrittssperrende Preis dort, wo die dem Newcomer verbleibende Restnachfrage nicht kostendeckend ist; bei absoluten Kostenvorteilen ist der Preis so zu setzen, dass die Durchschnittskostenkurve potenzieller Newcomer immer oberhalb der Etablierten liegt; bei Differenzierungsvorteilen ist die Preis-Absatz-Funktion des Newcomers derart, dass dieser die Etablierten generell unterbieten muss.

### Marktaustrittsschranken
Marktaustrittsbarrieren sind, laut Michael E. Porter, ökonomische, strategische oder emotionale Faktoren. Sie verhindern, dass Unternehmen, welche niedrige oder sogar negative Ertragsraten haben, einfach aus dem jeweiligen Markt austreten können. Sprich, sie erschweren den vollständigen Rückzug aus dem Markt. Marktaustrittsbarrieren existieren hauptsächlich, wenn nicht mehr wettbewerbsfähige Unternehmen auf dem Markt tätig sind, da der Abbau von Überschusskapazitäten unterbleibt. Durch Marktaustrittsbarrieren kommt es dazu, dass sich bestimmte Branchen nicht konsolidieren können. Marktaustrittsbarrieren entstehen hauptsächlich durch fixe, kurzfristige nicht abbaubare Kosten. Diese entstehen durch die Unumkehrbarkeit von langfristigen, in der Vergangenheit entstandenen Ausgaben.
Diese Art von Marktschranke ist für Newcomer weniger von Bedeutung, hingegen für etablierte Unternehmen, die aussteigen möchten, umso mehr. Jedoch sind sie für die Newcomer nicht ganz zu ignorieren. Sollte ihr Markteintritt nicht wie gewünscht funktionieren oder sollten sie sich auf dem Markt nicht behaupten können, spielt dieser Punkt in der Risikobewertung ebenfalls eine gewisse Rolle.
Marktaustrittsschranken (engl. barriers to exit) können unterschieden werden in:
1. Versunkene Kosten (sunk costs): Aufgrund einer hohen bereits geleisteten Investition (Kapitalbindung), die nicht in eine andere Verwendungsart überführt werden kann, ist ein Marktaustritt nur mit erheblichen Verlusten (der bereits geleisteten Investition) möglich. Die Kosten für den Marktaustritt sind damit versunken. Es sind Ausgaben, welche nicht wieder hereingewirtschaftet werden können. Der Grund dafür sind kostenträchtige Entscheidungen, die nicht mehr rückgängig gemacht werden können. Klassischerweise sind Tiefbaukosten für die Verlegung von Telekommunikationsleitungen im Festnetzbereich versunkene Kosten. Versunkene Kosten können ebenfalls durch Werbung oder Produktforschung entstehen. Nicht handelbare UMTS-Lizenzen oder hochspezielle Fertigungsstraßen, die sonst niemand verwenden kann, sind weitere Beispiele.
2. Strategische Wechselbeziehungen (strategische Gruppen): Strategische Wechselbeziehungen werden auch als strategische Gruppen bezeichnet. Diese Austrittsschranke herrscht für fast alle Unternehmen, die schon lange auf dem jeweiligen Markt agieren. Unternehmen, welche eine lange Zeit in dem Markt beheimatet sind, besitzen ein sehr großes Netzwerk aus Geschäftskontakten. Dies erschwert es auch für die Newcomer, in den Markt einzutreten, da diese sich das Netzwerk von Geschäftskontakten erst aufbauen müssen. Unter einer strategischen Gruppe versteht man eine Gruppe von Firmen innerhalb einer Branche. Die Mitglieder dieser Gruppe haben ähnliche Organisationsstrukturen oder ähnliche Wettbewerbsstrategien. Sprich, sie versuchen alle derselben Strategie zu folgen. Michael E. Porter stellte verschiedene Dimensionen auf, mit welchen man diese Verhaltensweise messen kann:
  - Preispolitik
  - Produktqualität
  - Service: Etablierte Unternehmen auf dem Markt, die den Fokus auf strategische Wechselbeziehungen legen, investieren in die Schaffung von Mobilitätsbarrieren. Diese verhindern ebenfalls den Markteintritt von Wettbewerbern. In strategischen Gruppen kooperieren die Marktteilnehmer miteinander. Der Grund für ihre Kooperation sind die Renditemöglichkeiten. Durch eine geringe Zahl der Konkurrenten auf dem Markt bleibt für jeden einzelnen Marktteilnehmer mehr übrig. Beispiel: Brauereien züchten ihre Hefe selbst und beziehen sie nicht bei einem Dritten. So kann es sein, dass es keinen externen Anbieter für Hefe mehr gibt und neuen Anbietern, die in den Brauereimarkt einsteigen wollen, so der Markteintritt erschwert wird.[1]
3. Emotionale Barrieren: Für kein Unternehmen ist es einfach, ohne Emotionen zu handeln. Sprich, sie treffen ihre Entscheidungen nicht vollkommen rational, sondern lassen sich von ihren Gefühlen leiten. Eine große Rolle dabei spielen vor allem der Instinkt und die Erfahrung. Dies kann dazu führen, dass der Geschäftsführer sich für einen Verbleib des Unternehmens auf dem Markt starkmacht, obwohl objektiv alles dagegenspricht. Oft ist es auch der Fall, dass sich die Unternehmen nicht eingestehen können, dass sie gescheitert sind.
4. Administrative und soziale Restriktionen
  1. Imageverlust: z. B. wenn sich ein Unternehmen aus der Produktion eines Produktes zurückziehen will, so kann dies zu einem Imageverlust für die gesamte Produktpalette führen.
  2. Staatliche Interventionen: z. B. Subventionen, die an bestimmte Bedingungen gekoppelt sind und ein Ausscheiden aus dem Markt unmöglich machen. Hierbei versucht der Staat, Fehlallokationen auf dem Markt zu verhindern.

Marktaustrittsschranken führen auf Märkten, die von einem Nachfragerückgang geprägt sind, zu Überkapazitäten, da im Markt befindliche Unternehmen nicht oder nur langsam ihre Kapazitäten anpassen bzw. den Markt verlassen. Eine weitere Folge von Austrittsbarrieren ist oft ein ruinöser Verdrängungswettbewerb, da keines der Unternehmen sich einen Marktaustritt leisten kann und jedes versucht, die anderen aus dem Markt zu drängen.
Marktaustrittsschranken können auch Marktzutrittsschranken darstellen, da sie eine auf schnelle Gewinnabschöpfung zielende Hit-and-Run-Strategie verhindern.

### Staatliche Marktschranken
Zusätzlich zu den genannten können staatliche Eingriffe in Märkte wie Konzessionen oder Subventionen zu einem eingeschränkten Marktzugang führen.

### Mobilitätsbarrieren
Hierbei sind Ressourcen zu unterscheiden, die vollständig immobil (perfectly immobile) sind, und solche, die unvollständig mobil (imperfectly mobile) sind. Vollständig immobile Ressourcen können nicht gehandelt werden, die Verfügungsrechte (Property Rights) sind nicht vollständig spezifiziert. Problematisch ist die vollständige Spezifizierung bei intangiblen und bei idiosynkratischen Ressourcen (Ressourcen, die nur innerhalb eines Unternehmens eingesetzt werden können).
Unvollständig mobile Ressourcen können zwar gehandelt werden, besitzen aber innerhalb des Unternehmens einen höheren Wert als auf dem Markt. Dies gilt für folgende Formen von Ressourcen:
- Unternehmensspezifische Investitionen etwa durch die Aneignung von unternehmensspezifischem Wissen durch Mitarbeiter,

- Ressourcen, deren Transfer exorbitante Transaktionskosten verursacht,

- Co-specialized assets: Diese Ressourcen können entweder nur mit anderen Ressourcen gemeinsam genutzt werden, oder sie besitzen einen höheren ökonomischen Wert, wenn sie mit anderen Ressourcen gemeinsam genutzt werden.

## Fehlen von Marktschranken
Einen Markt, in dem keine Schranken vorliegen, d. h. in dem es einen ungehinderten Zutritt und Austritt gibt, bezeichnet man als bestreitbaren Markt.

## Five Forces nach Porter
Im Jahre 1980 entwickelte Michael E. Porter ein gewisses Fünf-Kräfte-Modell, auch Five Forces genannt. Das Fünf-Kräfte-Modell ist eine Branchenstrukturanalyse. Es wird oft in Verbindung mit den Markteintrittsbarrieren genannt. Sein Modell orientiert sich an der normativen Annahme, dass die Strategie eines Marktteilnehmers an seinem jeweiligen Umfeld orientiert sein muss, um langfristig erfolgreich zu sein. Porter entwickelte die Idee der 5 Kräfte, die in jedem Markt wirken und die Stärke eines Anbieters auf dem Markt bestimmen.
Die 5 Kräfte lauten:
- Rivalität zwischen existierenden Unternehmen
- Verhandlungsmacht der Zulieferer
- Verhandlungsmacht der Kunden
- Markteintritt neuer Konkurrenten
- Bedrohung durch substituierte Produkte oder Dienstleistungen

Das zentrale Augenmerk legt er hierbei auf den Wettbewerb unter bestehenden Konkurrenten. Dieser Aspekt spielt bei den Markteintrittsbarrieren jedoch keine Rolle. Das Thema Markteintritt neuer Konkurrenten/Marktpartner dafür umso mehr, da die Markteintrittsbarrieren, wie bereits erwähnt, dies verhindern sollen. Porter sagt, dass wenn herauskommt, dass sich mit einem bestimmten Produkt oder mit einer bestimmten Nische Geld verdienen lässt, dies sehr schnell zu Nachahmern führen kann. Hier ist es das Problem, dass die neuen Anbieter ihre Produkte zu geringeren Preisen anbieten können, da sie oft keine Forschungs- und Entwicklungskosten tragen müssen. Dies bedeutet, dass bei einer Konkurrenzanalyse beziehungsweise einer Wettbewerbsanalyse auch Augenmerk auf die bestehenden Eintritts- und Austrittsbarrieren gelegt werden soll.